# Быстрый (пароход, 1836)
«Быстрый» — колёсный пароход Балтийского флота Российской империи.

## Описание парохода
Длина парохода составляла 33,2 метра, ширина без обшивки — 6,3 метра, осадка — 3,6 метра. На пароходе была установлена паровая машина мощностью 60 номинальных л. с.

## История службы
Пароход был заложен 25 мая (6 июня) 1836 года в Главном адмиралтействе в Санкт-Петербурге, спущен 6 (18) октября 1837 года, вошел в состав Балтийского флота. При постройке «Быстрого» в звании прапорщика корпуса морских инженеров состоял Н. А. Арцеулов.
В весь период службы ежегодно находился в плаваниях в Балтийском море между Санкт-Петербургом, Кронштадтом, Ораниенбаумом, Петергофом, Свеаборгом, Гангутом, Або и Ревелем.
В 1842—1845, 1853 и 1858 годах на пароходе выполнялись описания Курляндских берегов, гидрографические работы в Финском и Рижском заливах. В гидрографических исследованиях, выполнявшихся с борта парохода в должности кондуктора корпуса флотских штурманов принимал участие Ф. Б. Шульц.
В 1850 году пароход был тимберован в Санкт-Петербурге.
В 1840 году, при проводке транспорта «Або» из Кронштадта в Або, на «Быстром» в звании мичмана ходил князь Е. А. Голицын. В 1845 году на пароходе, в должности прапорщика службы корабельных инженеров начинал службу И. И. Зарубин. В 1859 году на пароходе в звании лейтенанта служил историк Русского флота, И. К. Зейдель.
В 1853—1854 годах «Быстрый» под командованием В. Р. Шельтинга, участвовал в операциях Балтийской компании. С апреля по ноябрь 1853 года крейсировал между портами Финского залива, в Рижском заливе и до порта Вендау. В 1854 году, с апреля до ноября, в составе Шхерной Гребной Флотилии совершал плавания между Санкт-Петербургом, Кронштадтом, Роченсальмом, Свеаборгом и Гельсинфорсом. 23 августа на переходе в Роченсальм близ Стирсуддена «Быстрый» встретился с неприятельским флотом, винтовым фрегатом и большим пароходом, но в бой не вступал за дальностью расстояния.
В 1861 году пароход «Быстрый» был продан на слом.

## Память
В честь парохода «Быстрый» названа банка Быстрый (Балтийское море, Рижский залив, банка открыта в 1850-х годах, название присвоено не позже 1862 года в честь парохода «Быстрый», участвовавшего в гидрографических исследованиях Балтийского моря).

## Командиры
Командирами парохода «Быстрый» в разное время служили:
- лейтенант П. А. Всеволжский (1842—1845 годы)[9];
- лейтенант Н. П. Рессин (1843 год)[2];
- лейтенант И. С. Варвацкий (1846 год)[10];
- лейтенант П. И. Мазуров (1848 год)[11];
- лейтенант В. Р. Шельтинг (1849—1858 годы)[12];
- лейтенант А. Л. Токмачев (1858 год)[13];
- капитан-лейтенант (с 08.09.1859 капитан 2-го ранга) Н. М. Цамутали (1858—1859 годы)[14];
- лейтенант И. К. Зейдель (1859 год)[6];
- лейтенант М. А. Масленицкий (1860 год)[15];
- капитан-лейтенант А. А. Куроедов (1860—1861 годы)[16].